# Barbariga
Barbariga là một đô thị trong tỉnh tỉnh Brescia thuộc vùng Lombardia, Ý. Đô thị này có diện tích 11 km², dân số 2177 người. Các đô thị giáp ranh gồm: 
Corzano, Dello, Offlaga, Orzinuovi, Pompiano, San Paolo.